# 清法戰爭滬尾古戰場城岸遺蹟
清法戰爭滬尾古戰場城岸遺蹟是指位於臺灣新北市淡水區的關塞建築，昔日為是1884年清法戰爭期間，法國遠東艦隊及大清臺灣守軍所交戰之地點。今為新北市歷史建築。

## 沿革
淡水區輪廓呈現菱形，地勢整體沿著淡水河由大屯山逐漸降至海濱，因而被視為臺北盆地的重要水路網絡，使沙崙仔地區在軍事防禦上具有極高的戰略價值。1880年代，清廷派遣劉銘傳來臺督辦軍務。其派遣四位提督駐守基隆市，孫開華駐守滬尾。並在油車口高地建造防禦要塞，如白砲台，以及在沙崙附近建立內外城岸，加強陸面防禦能力。
光緒十年（1884年）4月，法軍為了獲取煤礦計畫攻占基隆，引發第一次基隆之役，然而臺灣守軍則成功擊退法軍進攻。同年8月，清軍在淡水河採取將裝滿石塊的木造大船逐一沉於油車口北端，意圖建造人工堤壩阻擋船隻通行。同時在堤壩外側布設水雷、浮標和浮網，以防止法國艦隊進入，使得法軍在沙崙外海受阻。10月，第二次基隆戰役爆發，法軍除攻打基隆外，也派遣部分艦艇進攻滬尾，為了保護滬尾，防止法國軍隊順著淡水河直進臺北，清軍遂調動守軍實行「棄基保滬」的戰略。並對滬尾一帶行設防準備，包括在港區兩側分別由兩座砲台為主力，其中一座當時尚未竣工，但卻連夜趕工安裝好3門大炮；並在各營陸軍及台勇分布炮台周圍及各處隘口阻止法軍登陸。
其中，位於沙崙仔地區的城岸外層主要是以人工夯實的方式，串聯起海濱的高地，形成一條約4公尺高的連續土堤。內側則以人工疊土夯實，直接建於原有山坡稜線，一路向北延伸至大庄埔地區。法軍成功突破清軍的海上封鎖線並成功靠岸。該次行動由總指揮塞巴斯蒂安·利士比領導，他指揮著雷諾堡號（Châteaurenault）於滬尾古戰場展開登陸戰。清軍指揮官欽差劉銘傳派遣章高元的部隊提供支援，同時當地的福建陸路提督孫開華、章高元、劉朝祐以及鄉勇張李成等人帶領著3000名士兵發動襲擊。最終，清軍成功守住了滬尾地區。此次戰鬥中，法軍傷亡66人，而清軍陣亡80人，受傷的則有超過200人。
光緒十一年（1885年），在英國調停下，清廷以李鴻章為全權代表與法國公使巴德諾在天津會談，於6月9日簽訂《中法新約》（即《中法會訂越南條約十款》）結束清法戰爭後，清廷因考量現代化防禦而另建滬尾礮臺，城岸遺蹟則被廢棄。
1918年，臺灣總督府選定滬尾礮臺旁的北臺山作為建造新淡水高爾夫球場場址。然而此選址的興建卻導致了礮臺周邊營壘、城岸、土垣等歷史遺跡的逐漸破壞。
2011年，因經發局目前於沙崙海灘周邊規劃「文化創意產業特定園區」，必須先查估地上物而請挖土機剷除樹叢，使得周邊土堤及綠樹遭到挖除。後在地方文史工作者邀集文化局、淡水古蹟博物館及區公所到現場會勘，要求停止開挖後則進行現場調查。
2013年，新北市將「清法戰爭滬尾古戰場城岸遺蹟」登錄為歷史建築。並建議將本次會勘所確認的其他遺構納入已登錄的歷史建築範圍。由於仍有大部分的遺蹟未能獲得文資身分授予。目前較難透過現有的登錄範圍來識別外城岸系統。2017年，由於淡海輕軌藍海線路線在興建工程中考量城岸遺蹟因素，因此將工程規劃由平面改為高架，利用國有土地北移基地位置。
2020年，內城岸一段土堤納入已公告範圍的新增範圍中。

## 現存遺跡
滬尾古戰場城岸遺蹟的城岸採用沙土結構，高度約為4公尺，內外斜坡由窄變寬，具有易守難攻的特點，可謂是典型的防禦工事。其中共分為內城岸和外城岸系統。其中，土堤的內側並主要集中在太子宮和百姓公段等沙崙老聚落一帶。外堤則多位於海水浴場、廣播站處。現具有文資身份的遺跡包括四處：
- 內城岸系統：位於現今台灣高爾夫球場內。

- 外城岸系統：位於現今沙崙海水浴場周邊。
  - 太子宮段：該處城岸遺跡高約3公尺，目前的登錄範圍為760.62平方公尺，整體呈現略微倒「L」型的形狀，表面覆蓋著黃槿灌木叢。
  - 沙崙停車場段：遺蹟登錄範圍形狀為「矩形」，長度為88公尺，寬度為25公尺，高度約在3到4公尺之間，總面積達到2220.3平方公尺。此外，由於道路的開闢及土地的開發影響，沙灘南段處因填平而成為漁人頭使用，北段則被配合碼頭使用，並新建了一段東西向的防風堤岸。
  - 百姓公段：位於沙崙百姓公廟後方[15]，遺蹟登錄範圍僅包含百姓公區域後方高地頂端，尚未包含周遭其他區域，其面積約為840.22平方公尺，呈現略微「桃型」的輪廓。
  - 後備學校段：位於後備動員幹部訓練中心內，遺蹟登錄範圍長115公尺，寬36公尺，總面積為4147.68平方公尺，形狀呈現「矩形」，並且高度約為4公尺。

此外，沙崙停車場段北側尚存有一座戰後興建的混凝土造碉堡，目前已閒置多時。遺蹟西面有一大型沙丘，過去此處有許多墓葬。

## 另見
- 滬尾礮臺
- 大沙灣石圍遺構

## 外部連結
- 清法戰爭滬尾古戰場城岸遺蹟 - 淡水維基館 （页面存档备份，存于）